# Adriano Giovannetti
Adriano Giovannetti (Montegiorgio, 20 aprile 1884 – Torino, 7 maggio 1958) è stato un giornalista, regista e sceneggiatore italiano.

## Biografia
Nacque nella cittadina di Montegiorgio quando era in provincia di Ascoli Piceno, mentre oggi appartiene alla provincia di Fermo. Giornalista, si avvicinò al mondo del cinema nel periodo muto collaborando a due film diretti da Paolo Trinchera come sceneggiatore per l'Itala Film, ma passò subito dietro la macchina da presa per dirigere cinque pellicole tra il 1920 e il 1922. Collaborò nello stesso momento a tre sceneggiature per film diretti da Bruno Dettori Licheni e a una pellicola diretta da Luigi Mele, Naufragio della quale diresse anche le sequenze finali. Con la grande crisi del cinema italiano degli anni '20 abbandonò momentaneamente l'attività, salvo riprenderla nel 1934 quando diresse il suo unico film sonoro, Si fa così, che non venne accolto favorevolmente in special modo dalla critica. Tornò definitivamente al giornalismo, dove collaborò con la rivista Cine Mondo e il quotidiano Il Giornale di Genova. Scrisse anche un romanzo, Figure morte, nel 1929.

## Filmografia

### Regista
- Il campanaro della cattedrale (1920)
- Il faro n. 13 (1920)
- Sansone l'acrobata del kolossal (1920)
- Il principe dei dollari (1922)
- L'orribile realtà (1922)
- Si fa così (1934) anche soggetto, sceneggiatura e montaggio

### Soggetto e sceneggiatura
- Satanella bionda di Paolo Trinchera (1920)
- La contessina Chimera di Paolo Trinchera (1920)
- Naufragio di Luigi Mele (1921) anche regista delle sequenze finali
- L'amore comincia domani di Bruno Dettori Licheni (1922)
- La via delle stelle di Bruno Dettori Licheni (1922)
- Il mistero del castello di Nancy di Bruno Dettori Licheni (1923)